# Apocephalus vicosae
Apocephalus vicosae är en tvåvingeart som beskrevs av Ronald Henry Lambert Disney och Braganca 2000. Apocephalus vicosae ingår i släktet Apocephalus och familjen puckelflugor. Inga underarter finns listade i Catalogue of Life.